# Мейли, Кэти
Кэ́трин Мише́ль Ме́йли (англ. Catherine Michelle Meili; род. 16 апреля 1991, Карролтон) — американская пловчиха, чемпионка и бронзовый призёр Олимпийских игр 2016 года.

## Карьера
Обладательница двух золотых и серебряной медалей Панамериканских игр 2015 года в плавании на 100 метров брассом и в эстафетах 4×100 метров комбинированной и вольным стилем.
На Олимпийских играх 2016 года завоевала бронзу на 100 метрах брассом, уступив россиянке Юлии Ефимовой и своей соотечественнице Лилли Кинг. Через год на чемпионате мира в этой дисциплине Мейли обошла Ефимову и вновь уступила Кинг, выиграв серебро.
В комбинированной эстафете 4×100 метров Мейли участвовала в предварительном заплыве. В финале сборная США выиграла золото.